# Honda Silver Wing 400
Il Silver Wing 400 è stato un maxi-scooter prodotto dalla Honda.

## Storia
Il Silver Wing 400 è sostanzialmente uguale al Silver Wing 600, ma rivisto nella cilindrata e in alcuni accorgimenti relativi alla trasmissione. Al momento del suo lancio, nel 2006, era il solo scooter bicilindrico nella categoria 400cc.
| Dati di Vendita                          |                  |
| Anno                                     | Immatricolazioni |
| 2006                                     | 4.449            |
| 2007                                     | 5.176            |
| 2008                                     | 3.798            |
| Dati forniti dal Ministero dei trasporti |                  |

I particolari estetici che lo differenziavano dal modello 600 erano i cerchi neri ed altri dettagli verniciati in nero. Nel 2007 sono state applicate altre piccole modifiche come la grafica della strumentazione, la sella in un nuovo materiale, il supporto del parabrezza ed il codone posteriore in nero opaco, la disponibilità di nuove colorazioni (Seal Silver Metallic e Heavy Grey Metallic). Il Silver Wing rimarrà così fino al 2009, quando verrà sostituito dall'Honda SW-T400.

## Tecnica
Il motore del Silver Wing 400 ha potenza di 28 kW, sistema Honda HECS3 con sonda lambda per riduzione delle emissioni conformi alle normative Euro 3.